# Tamri Pchakadse

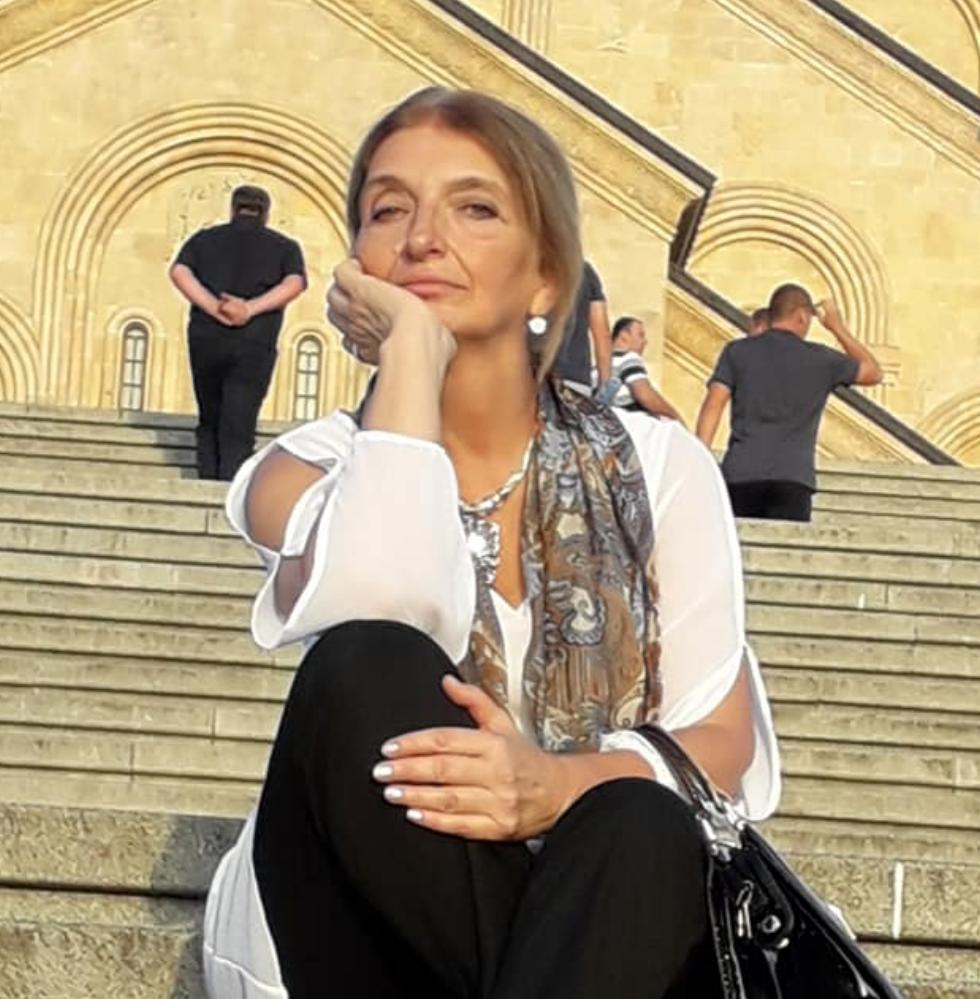
Tamri Pchakadse (2018)

Tamri Pchakadse (georgisch თამრი ფხაკაძე; * 28. Juli 1957 in Tiflis) ist eine georgische Schriftstellerin, Dramatikerin und Übersetzerin.

## Leben
Tamri Pchakadse wurde 1957 in Tiflis geboren. Sie studierte an der Staatlichen Universität Tiflis an der Fakultät für Philologie. 1980–2006 hat sie in der georgischen Literaturabteilung am Institut von Schota Rustaweli gearbeitet und promovierte. 2011 war sie Herausgeberin im Verlagshaus "Triasi".
Sie hat Romane, Prosasammlungen, Stücke und Kinderbücher veröffentlicht. Ihre Verse wurden mehrmals als Kinderlieder adaptiert. Ihre Arbeiten wurden an verschiedenen Theatern inszeniert. "Ein Garten im Kriegsgebiet" wurde etwa in vier verschiedenen Städten aufgeführt.

## Werke

### Bücher auf Georgisch
- Kirchenlied des Alphabetes, 2012
- Drei Märchen für das Neujahr, 2012
- Ziffern in der Bewegung, 2012
- Ein fröhlicher Zug, 2012
- Das Abenteuer von Globus und Luka[3], 2011, ISBN 978-9941-9179-8-1
- Gio in Afrika, 2011, ISBN 978-9941-413-59-9
- Drei unter der Sonne, 2011, ISBN 978-9941-192-44-9
- Ein Garten im Kriegsgebiet, 2010, ISBN 978-9941-9109-2-0
- Khachapuri, 2010
- CV, 2009, ISBN 978-9941-9108-4-5
- Drei von uns und dem Engel, 2007, ISBN 978-99940-998-9-4
- Das Fliegen, 2007, ISBN 978-99940-69-26-2
- Leidenschaften, 2006
- Zwei von mir, 2005
- Bis wir aufgefordert werden, 2003

### Bücher auf Deutsch
- Gärtnern im Kriegsgebiet, übers. v. Iunona Guruli, Dağyeli Verlag Berlin 2018, ISBN 978-3935597913

### Übersetzungen
- Dina Rubina – "Petruschka-Syndrom", 2017, ISBN 978-9941-24-883-2

### Im georgischen Radio
- Die Stunde, 2002, Regie: Badri Mikashawidse.
- Bis uns rufen werden, 2004, Regie: Badri Mikashawidse.

### Theaterproduktionen
- Das Fliegen, Staatliches Schauspielhaus der Stadt Chulo, Regisseur Roin Surmanidse, 2009 sowie Kommunaltheater der Stadt Bolnissi, Regisseur Surab Chwedelidse, 2010
- Ein Garten im Kriegsgebiet, Staatliches Schauspielhaus der Stadt Sestaponi, Regisseur Mamuka Zerzvadse, 2010 sowie Freiheitstheater in Tiflis, Regisseur Awtandil Warsimaschwili, 2011

## Preise
- 2015 – nominiert für den Astrid-Lindgren-Gedächtnis-Preis für eine Kindern gewidmete Arbeit
- 2005 – Zeitschriftenpreis "Literary Palette" für die Geschichte "Ein Garten im Kriegsgebiet"
- 2004 – SABA literarischer Preis in der Kategorie bestes Debüt für die Sammlung "Bis wir aufgefordert werden"
- 2003 – Sieger der Vereinigungskonkurrenz von Kvali für die Geschichte "Ein doppelgesichtiger Tag"